# Manuel Bulnes Prieto
Manuel Bulnes Prieto (* 25. Dezember 1799 in Concepción; † 18. Oktober 1866 in Santiago de Chile) war ein chilenischer Politiker und General. Von 1841 bis 1851 amtierte er als Präsident seines Landes.

## Leben

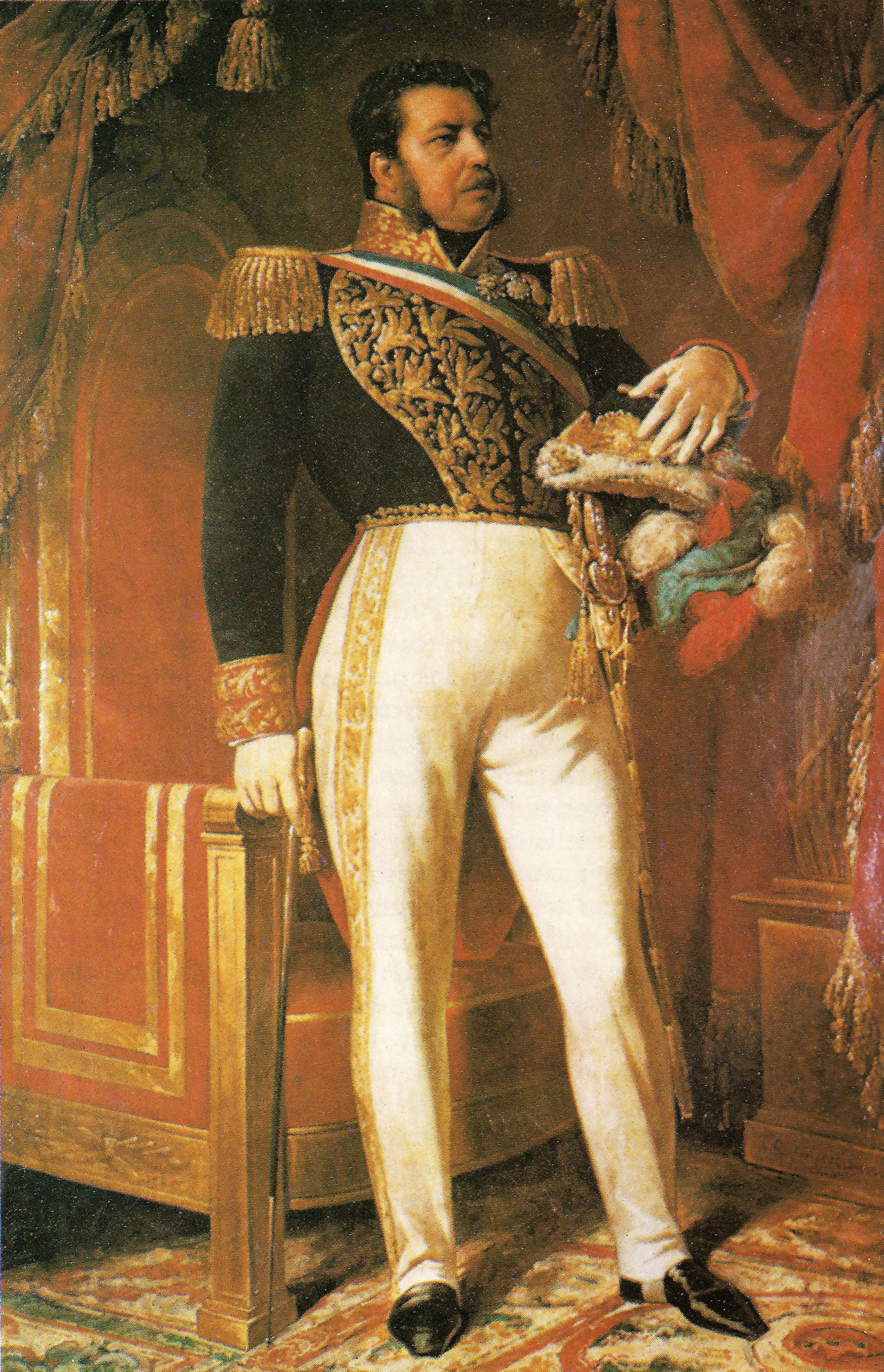
Manuel Bulnes Prieto, chilenischer Präsident von 1841 bis 1851

Bulnes wurde als Sohn eines spanischen Offiziers in Chile geboren und bis zu seinem zwölften Lebensjahr zu Hause erzogen. Danach trat er als Kadett in die spanische Kolonialarmee ein, und zwar in das Bataillon, das sein Vater befehligte. Bis 1814 wurde er nach Santiago de Chile zur Fortbildung geschickt, verließ aber die Militärschule, als die Spanier im Zuge der Unabhängigkeitsbestrebungen Chiles dort abrückten. 
Manuel Bulnes schloss sich in Concepción der Nationalgarde des Heimatheeres an und kämpfte im chilenischen Unabhängigkeitskrieg gegen die Spanier, in deren Reihen auch sein Vater stand. Dafür erhielt er 1822 vom späteren Nationalhelden Bernardo O’Higgins die Aufnahme in die neu gegründete chilenische Ehrenlegion.
Im selben Jahr begann Bulnes’ politische Karriere: Als Offizier arbeitete er bereits in der Provinzverwaltung von Talca und wurde in den verfassunggebenden Kongress (Congreso Constituyente) von 1823 gewählt. Allerdings konnte er sein Mandat nicht wahrnehmen, da Aufstände von Banditen in Talca ihn unabkömmlich machten. Die Jagd nach den Brüdern Pincheira, die er befehligte, war erst 1831 zu Ende, als Bulnes bereits Brigadegeneral war.
1829 überzeugte sein Onkel José Joaquín Prieto Vial ihn, sich am Aufstand gegen die Regierung von Francisco Ramón Vicuña Larraín zu beteiligen. Sein taktisch geschicktes Eingreifen in die Schlacht von Ochagavía am 14. Dezember 1829 und in die Schlacht von Lircay im April 1830 entschied das Kriegsglück zugunsten der Aufständischen. 
Im Krieg gegen die peruanisch-bolivianische Konföderation ersetzte Bulnes auf Befehl von José Prieto – dem Onkel, der mittlerweile Präsident Chiles war – den gescheiterten General Manuel Blanco Encalada als Befehlshaber des Expeditionsheeres. Am 20. Januar 1839 gelang Manuel Bulnes bei der Belagerung von Yungay der entscheidende Sieg. In der Heimat wurde er enthusiastisch empfangen und zum Staatsrat ernannt, die erste Stufe zur Präsidentschaftskandidatur. 
1841 schloss er die Ehe mit Enriqueta Pinto Garmendia, der Tochter des Generals Francisco Antonio Pinto. Er erreichte bei den Wahlen die Mehrheit, und am 18. September 1841 übernahm er die Präsidentschaft Chiles. Eine seiner ersten Amtshandlungen umfasste eine Amnestie und Rehabilitation für die innenpolitischen Gegner von 1830. Auch der verjagte Revolutionsheld O’Higgins verdankte seine Rehabilitation in Chile dem Präsidenten Bulnes – indes erst wenige Tage vor seinem Tode.
Bulnes nutzte die Gelegenheit, dass Chiles Grenzen damals sehr vage definiert waren, und beanspruchte kurzerhand alles bewohnte Gebiet südlich der Mejillones für Chile und sandte Juan Williams, um Chiles Anspruch auf die strategisch wichtige Magellanstraße gegenüber einer französischen Expeditionsflotte zu untermauern. Das Ergebnis war 1843 die Gründung von Fuerte Bulnes. Zwar wurde die Siedlung schon ein paar Jahre später nach Punta Arenas verlegt, dennoch war dies der Ausgangspunkt für die sukzessive Inbesitznahme der Magellanstraße durch Chile. 
1842 erließ die Regierung ein stark vereinfachtes Zoll- und Einfuhrgesetz, eine erste Volkszählung fand statt, und im Folgejahr wurde die Statistikbehörde des Landes gegründet.
In der Regierung von Manuel Bulnes verbesserte sein Erziehungsminister (und späterer Nachfolger) Manuel Montt Torres die Lehrerausbildung und legte den Grundstein für ein systematisches Bildungswesen. Ebenfalls in Bulnes’ Amtszeit fallen die Gründung der Universidad de Chile am 17. September 1843 sowie die der Marineakademie Escuela Naval 1844. Die Infrastruktur des Landes wurde ausgebaut, allen voran die wichtige Straßenverbindung und eine erste Telegrafenleitung zwischen der Hauptstadt Santiago und dem Hafen von Valparaíso.
1849 entschied sich Chile für das metrische System. 1850 gab die Regierung den Auftrag zum Bau der ersten chilenischen Eisenbahn zwischen Copiapó und Caldera.
Die letzten Jahre von Bulnes’ Amtszeit waren überschattet von massiven Protesten von zwei Seiten: Die liberale Opposition, allen voran die Gesellschaft für Gleichberechtigung (Sociedad de la Igualdad) forderte Bürgerrechte und -freiheiten sowie eine stärkere Trennung von Staat und Kirche. Zugleich wandten sich föderale Elemente dagegen, dass die Zentralregierung immer mehr Macht und Einfluss gegenüber den Provinzen und Gemeinden an sich zog. Die Proteste richteten sich gegen den militärisch-konservativ geprägten Zentralisten Bulnes ebenso wie gegen seinen designierten Nachfolger Manuel Montt Torres. Umgekehrt führten die liberalen Proteste dazu, dass sich die konservativen Kräfte des Landes umso einiger hinter Montt versammelten. 
In dieser angespannten Lage handelte die Regierung mit bemerkenswerter Härte: Sie verbot alle politischen Zusammenkünfte. In den Provinzen Santiago und Aconcagua verhängte sie den Belagerungszustand, verbot die oppositionelle Presse, löste die Sociedad de la Igualdad auf und verbannte die Oppositionsführer kurzerhand ins Ausland. Doch die erhoffte Ruhe trat nicht ein, im Gegenteil: Junge Liberale erhoben sich am 20. April 1851 gewaltsam in Santiago. Sie wurden von der Armee niedergeschossen – der alte Haudegen Bulnes ließ es sich nicht nehmen, die Regierungstruppen persönlich zu befehligen.
Ein halbes Jahr später waren die regulären Präsidentschaftswahlen angesetzt, die trotz aller Proteste der konservative Manuel Montt gewann, der am 18. September 1851 das Amt übernahm. Manuel Bulnes aber wollte sich auch nach der Machtübergabe nicht ins Privatleben zurückziehen: Angesichts mehrerer Revolten, die in den chilenischen Grenzgebieten im Norden und im Süden gegen die Zentralmacht schwelten, berief ihn sein Nachfolger Montt sofort zum Chef des Heeres, und bereits am 21. September – also nur drei Tage nach der Amtsübergabe – reiste er nach Süden, um vor Ort die föderalistischen Aufständischen zu bekämpfen.
Bis zum Oktober 1863 behielt General Bulnes den Oberbefehl über das Heer im Süden, dann zog er sich ins Zivilleben zurück, das ihm noch eine kurze Zeit als Senator und Staatsrat bescherte, ehe er am 18. Oktober 1866 verstarb.
Siehe auch: Geschichte Chiles.
| Personendaten    | Personendaten                      |
| ---------------- | ---------------------------------- |
| NAME             | Bulnes Prieto, Manuel              |
| KURZBESCHREIBUNG | chilenischer Politiker und General |
| GEBURTSDATUM     | 25. Dezember 1799                  |
| GEBURTSORT       | Concepción                         |
| STERBEDATUM      | 18. Oktober 1866                   |
| STERBEORT        | Santiago de Chile                  |